# Ставка (река)
Спивакова или Ставка (укр. Ставка) — правый приток реки Удая, протекающий по Прилукскому району (Черниговская область).

## География
Длина — 25, 21 км. Площадь водосборного бассейна — 132 км².
Река берёт начало севернее села Сухояровка (Прилукский район). Река течёт на юг. Впадает в реку Удай (на 130-м км от её устья) в селе Новая Гребля (Прилукский район).
Русло слабоизвилистое. Истоки видоизменены в канал. На реке создано множество прудов. Крупных притоков не имеет.
Пойма занята заболоченными участками и лесополосами. В Линовице на левом берегу расположен парк Якова де Бальмена, на правом берегу — Живаховский парк.

## Населённые пункты
Населённые пункты на реке (от истока до устья):
Прилукский район: Сухояровка, Малковка, Богдановка, Онищенков, Глинщина, Стасевщина, пгт Линовица, Лутайка, Мохновка, Новая Гребля.